# Olorotitan
Olorotitan (do latim "cisne gigante") foi um gênero de dinossauro hadrossaurídeo e lambeossauríneo. A espécie-tipo é denominada  Olorotitan arharensis. Foi um dos últimos dinossauros não aviários sobreviventes a se extinguir durante o evento de extinção do Cretáceo-Paleogeno, tendo vivido do Maastrichtiano médio ao final do Cretáceo Superior. Os restos mortais foram encontrados nos leitos da Formação Udurchukan, em Kundur, distrito de Arkharinsky, Oblast de Amur, Rússia Oriental, nas proximidades do rio Amur.

## Descoberta e nomeação

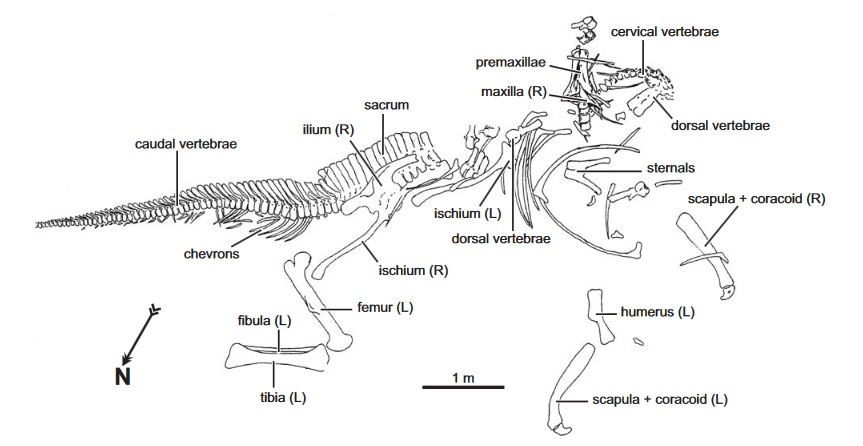
Fósseis do espécime holótipo in situ

O espécime holótipo de Olorotitan, constituído por um esqueleto quase completo, foi descoberto em trabalho de campo na Formação Udurchukan de Kundur, na região de Amur, na Rússia, entre 1999 e 2001. Pascal Godefroit e colegas o descreveram e o nomearam como uma nova espécie em 2003. Foi o primeiro espécime de dinossauro quase completo descrito na Rússia e é o esqueleto de lambeossauríneo mais completo descoberto fora do oeste da América do Norte.
Um grande número de espécimes fragmentados de dinossauros, tartarugas e crocodilos foi encontrado na área de várias centenas de metros quadrados ao redor do local da descoberta. Localidades com idade semelhante em Blagoveschensk, também da Formação Udurchukan, e Jiayin, no lado chinês do rio Amur, produziram números igualmente altos de fósseis de lambeossauríneos.
O nome genérico Olorotitan significa "cisne titânico" porque seu pescoço é mais longo quando comparado com outros hadrossauros, enquanto o descritor específico arharensis se refere ao Condado de Arhara, onde o fóssil foi encontrado.

## Descrição

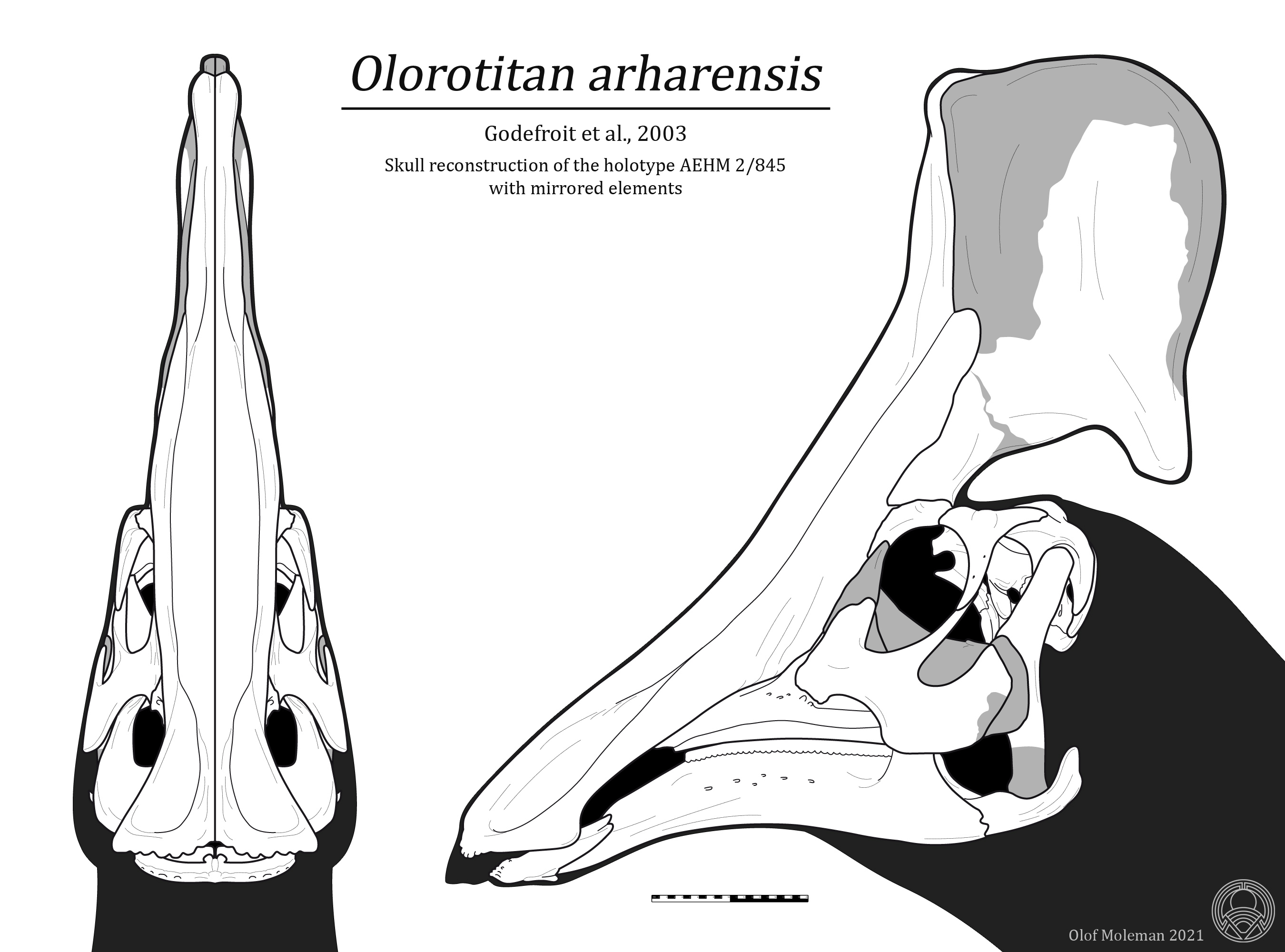
Reconstrução do crãnio.

Olorotitan arharensis baseia-se no esqueleto de lambeossauríneo mais completo encontrado fora da América do Norte até o momento. Era um grande hadrossaurídeo, comparável a outros grandes lambeossauríneos, como Parasaurolophus cyrtocristatus, e pode ter crescido até oito metros de comprimento, até 3,5 metros de altura e uma massa corporal entre 2,6 e 3,4 toneladas.

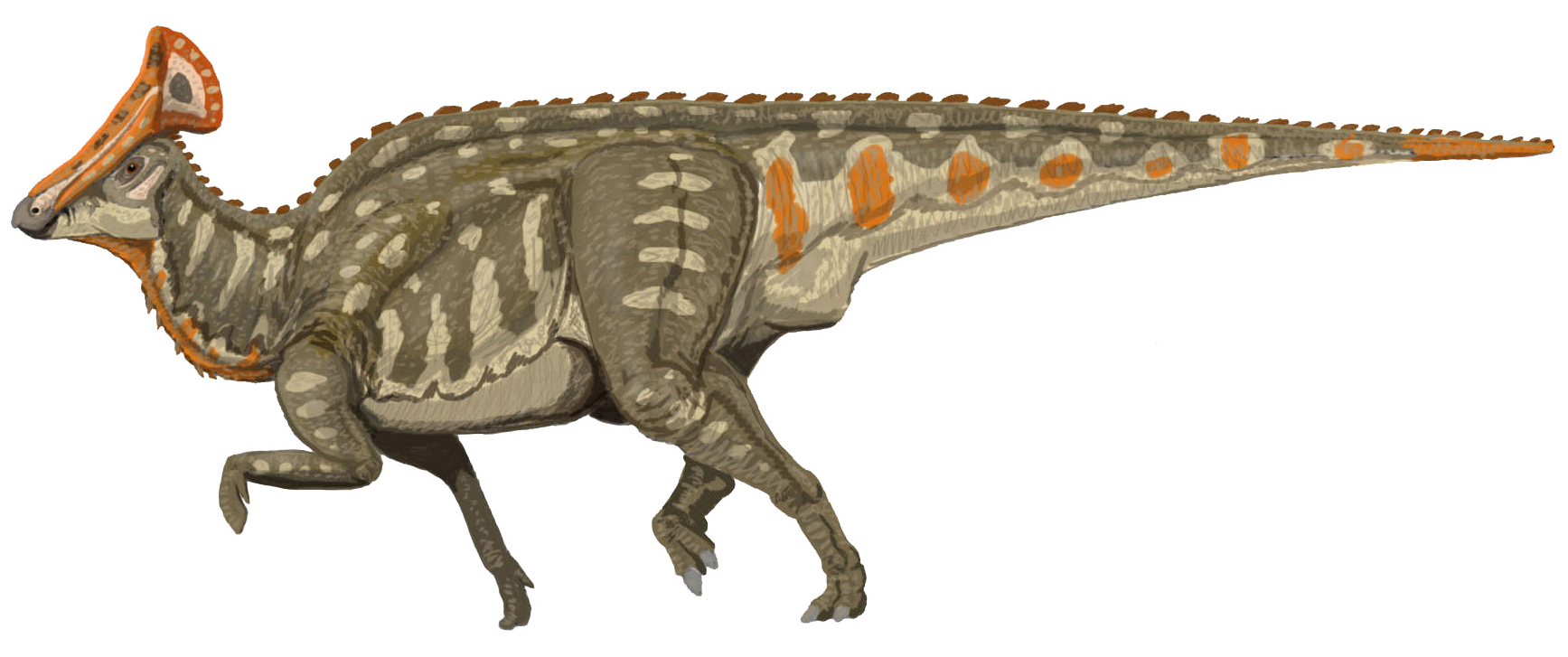
Representação do animal em vida

É caracterizado pela grande crista oca e alargada que adorna seu crânio, muito distinta das cristas de todos os seus parentes norte-americanos. O próprio crânio era sustentado por um pescoço bastante alongado, com dezoito vértebras, excedendo o máximo anterior de quinze dos demais hadrossaurídeos. O sacro, com 15 ou 16 vértebras, tem pelo menos 3 vértebras a mais do que outros hadrossaurídeos. Mais adiante na série vertebral, no terço proximal da cauda, há articulações entre as pontas das espinhas neurais, tornando essa área caudal particularmente rígida; a regularidade dessas conexões sugere que elas não são devidas a uma patologia, embora mais espécimes sejam necessários para ter certeza. Godefroit e seus coautores descobriram, por meio de uma análise filogenética, que ele era mais próximo de Corythosaurus e Hypacrosaurus.

## Paleobiologia
Como um hadrossaurídeo, o Olorotitan teria sido um herbívoro bípede/quadrúpede, alimentando-se de plantas. Seu crânio sofisticado permitia um movimento de trituração análogo à mastigação, e era provido de centenas de dentes continuamente substituídos. Sua crista alta, larga e oca, formada por ossos cranianos expandidos contendo as passagens nasais, provavelmente servia para identificação visual e auditiva.

## Paleoecologia

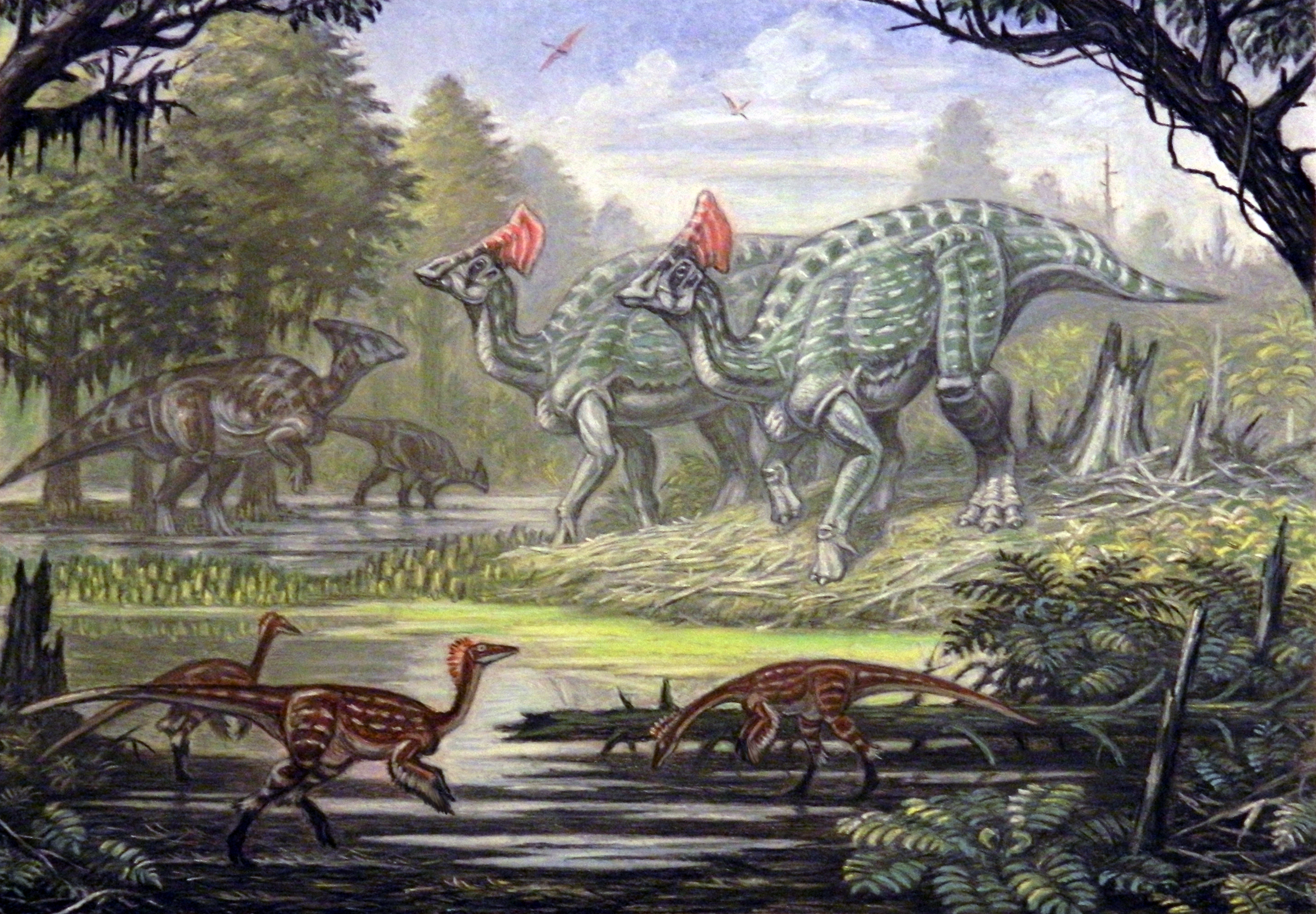
Restauração de Olorotitan no meio ambiente

O. arharensis compartilhou seu tempo e lugar com vários outros tipos de animais, incluindo dois outros lambeossauríneos: o Charonosaurus, semelhante ao Parasaurolophus, e o Amurosaurus, mais basal. Além disso, restos de tartarugas, crocodilianos, terópodes e nodossaurídeos foram encontrados em seu local de descoberta, e o hadrossauro Kerberosaurus, semelhante ao Saurolophus, também é conhecido em rochas aproximadamente contemporâneas na área. Ao contrário da situação na América do Norte, onde os lambeossauríneos são virtualmente ausentes das rochas do Maastrichtiano Superior, os lambeossauríneos asiáticos são diversos e comuns no final do Mesozoico, sugerindo diferenças climáticas ou ecológicas.